# Rasad-1
Rasad-1 (perzijski:رصد; „Promatrač”), iranski je satelit lansiran 15. lipnja 2011. godine. Rasad-1 treći je iranski satelit u svemiru, odnosno drugi koji je uspješno lansiran iz pokrajine Semnanske pokrajine uz pomoć domaće svemirske rakete Safir-B. Lansiran je u nižu orbitu na visinu između 236 i 299 km pod inklinacijom od 55,7 stupnjeva, a zadatak mu je satelitsko snimanje Zemljine površine pomoću fotografskih kamera razlučivosti od 150 m.

## Poveznice
Telemetrija Rasada-1

- Iranska svemirska agencija
- Omid

## Vanjske poveznice
- (engl.) PressTV. 15. lipnja 2011. Iran puts second satellite into orbit. PressTV.ir. Tehran.
- (engl.) PressTV. 16. lipnja 2011. Iran to put 3 new satellites into orbit. PressTV.ir. Tehran. Inačica izvorne stranice arhivirana 20. lipnja 2011. Pristupljeno 18. lipnja 2011.
- (engl.) Iran launches home-made satellite into orbit. Telegraph. 17. lipnja 2011. Inačica izvorne stranice arhivirana 14. siječnja 2013. Pristupljeno 18. lipnja 2011.
- (engl.) Vick, Charles P. 15. lipnja 2011. Iran’s Second Satellite Launch after Two Year Major Delays. Global Security. Alexandria, Virginia.
- (engl.) Real Time Rasad-1 (praćenje satelita)